# سكود

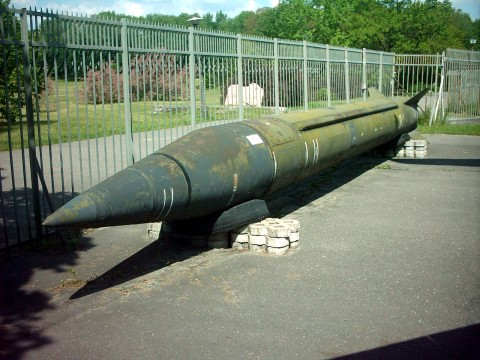
صاروخ سكود-ب بولندي

سكود (بالإنجليزية: Scud) اسم لسلسلة من الصواريخ البالستية التكتيكية التي طورت من قبل الاتحاد السوفيتي خلال الحرب الباردة وصدرت بشكل واسع إلى دول أخرى لا سيما العالم الثالث. وأطلق عليه الناتو هذا الاسم «إس إس 1 سكود». أما الاسم الروسي للصاروخ في نسخته الأولى فهو آر-11 وآر-17 إلبروس أما النسخ المتطورة فقد سميت آر-300 إلبروس في وقت لاحق. ويستخدم مصطلح سكود للإشارة إلى الصواريخ التي طورت بناءً على التصميم السوفيتي للصاروخ.

## التطوير

### التطوير الروسي
أول من استخدم مصطلح سكود هو الناتو حين أطلق على صواريخ آر-11 تسمية إس إس-1بي سكود-أي، أول صاروخ من هذه السلسلة وهو آر-1 كان يسمى في الناتو إس إس-1 اسكندر، ولكنه كان مختلف جداً، ولعله كان تقريباً نسخة عن الصاروخ الألماني في-2، صاروخ الـ آر-11 كانت تقنيته مكتسبة من الـ في-2 أيضاً ولكنه كان ذو تصميم مختلف وكان أصغر وشكله يختلف عن الـ في-2 والـ آر-1. لقد طورته الماكويف أو كي بي (Makeyev OKB) وأدخل لسلاح الجيش في 1957. وأكثر التطورات التي حدثت في آر-11 هو المحرك الذي صمم من قبل أي.ام.آيسيف (A.M. Isaev)، وكان مبسطاً جداً مقارنة بصاروخ في-2 الذي يحتوي على نظام الغرف المتعددة. وقد زود أيضاً بمضاد للذبذبات ليمنع تقرقر الماكينة، وقد كان ذلك بوابة للماكينات الأكبر التي استخدمت في صواريخ الفضاء الروسية.
كانت هناك تطويرات أخرى لهذه السلسلة من الصواريخ وهي آر-300 إلبرس/ إس إس-1سي سكود-بي في سنة 1961، وإس إس-1دي سكود-سي في 1965، ويمكن لكليهما أن يحمل متفجرات تقليدية عالية القوة، ويمكنه أن يحمل ما بين 5 إلى 80 طن من الرؤوس النووية، كما يمكنه أن يحمل رأس كيماوي (مثل في اكس). أما النوع الذي طور في الثمانينات وهو إس إس-1اي سكود-دي فيمكنه أن يحمل رؤوس تقليدية ذات قوة تفجيرية عالية، ويمكنه أن يحمل رؤوس من نوع (FAE)، وأربعين من القنابل العنقودية محطمة المدرجات كما يمكنه أن يحمل 100 × 5 كيلوجرام من المتفجرات المضادة للأفراد.
كل الصواريخ من نوع سكود التي طورها الاتحاد السوفياتي طولها 11.25 متر (فيما عدا سكود-أي الذي هو أقصر من البقية بمتر واحد) وقطرها 0.88 متر. وهي تدفع بواسطة محرك واحد يحرق إما الكيروسين أو حامض النترك بالنسبة إلى سكود-أي وبالنسبة لبقية الصواريخ فالمحرك يحرق الوقود من النوعين (UDMH) أو (RFNA)

#### الخواص
| الاسم الرمزى للناتو            | سكود-A    | سكود-B     | سكود-C    | سكود-D    |
| ------------------------------ | --------- | ---------- | --------- | --------- |
| تسمية استخبارات عسكرية أمريكية | SS-1b     | SS-1c      | SS-1d     | SS-1e     |
| التسمية الرسمية                | R-11      | R-17/R-300 |           |           |
| تاريخ                          | 1957      | 1964       | 1965      | 1989      |
| الطول                          | 10.7 م    | 11.25 م    | 11.25 م   | 12.29 م   |
| العرض                          | 0.88 م    | 0.88 م     | 0.88 م    | 0.88 م    |
| وزن الإطلاق                    | 4,400 كجم | 5,900 كجم  | 6,400 كجم | 6,500 كجم |
| المدى                          | 180 كم    | 300 كم     | 550 كم    | 700 كم    |
| الحمولة                        | 950 كجم   | 985 كجم    | 600 كجم   | 985 كجم   |
| دقة (الخطأ الدائري المحتمل)    | 3000 م    | 450 م      | 700 م     | 50 م      |

### كوريا الشمالية
هواسونغ-5
هواسونغ-6
رودونج-1

### التطوير المصري
طورت مصر صواريخ سكود ب وسي ودي، كما طورت مصر مع الأرجنتين نسخة ثانية معروفة باسم بدر 2000 في مصر أو كوندور 2 في الأرجنتين، تحت إشراف وزير الدفاع المصري السابق المشير أبو غزالة.

### التطوير العراقي

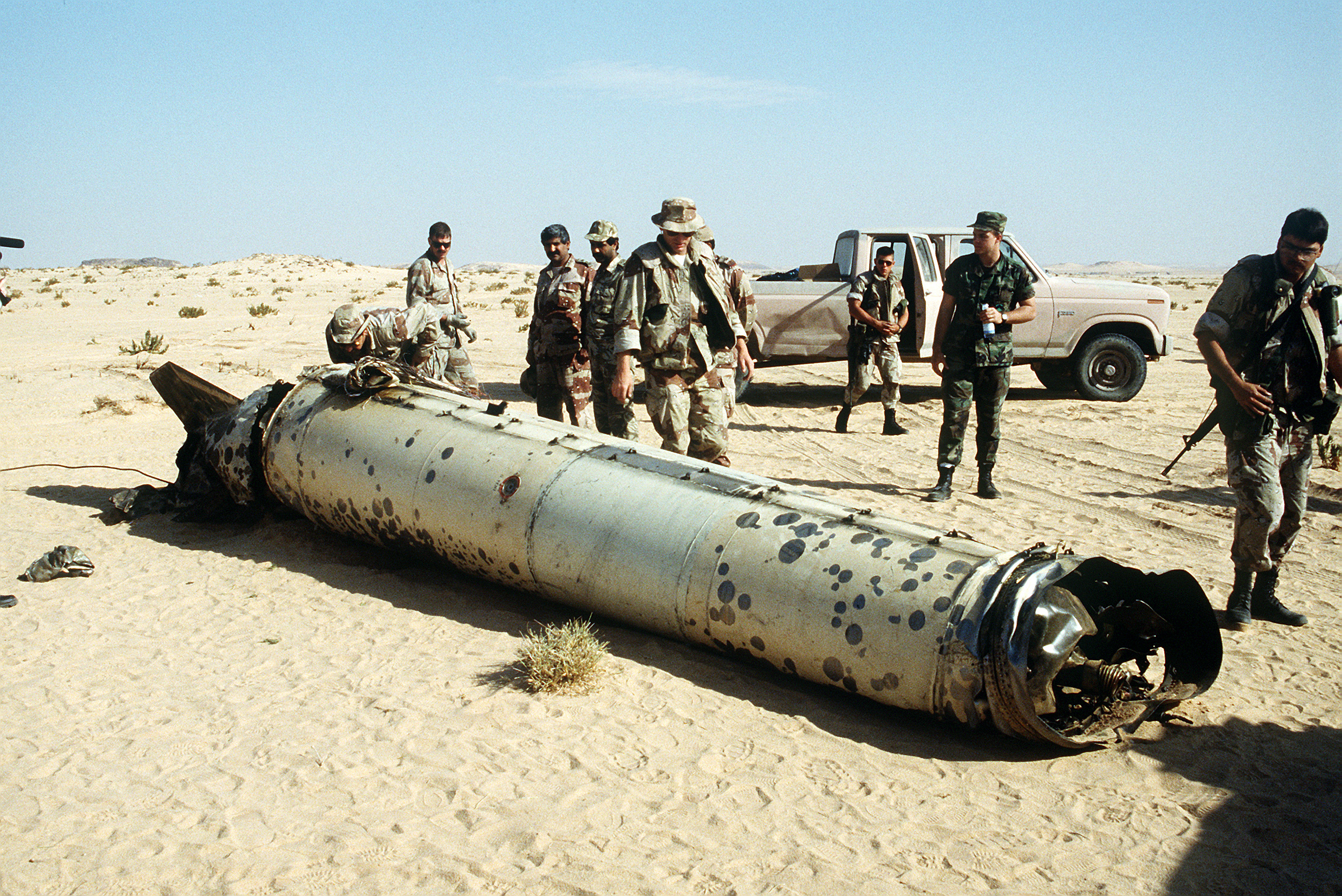
صاروخ سكود عراقي أسقط خلال حرب الخليج الثانية

طور العراق إبان حكم صدام حسين صاروخ سكود بحيث قللت حمولته من أجل منحه مدى أبعد (سكود - ب، وسكود طويل المدى ذي حمولة أقل، صاروخ الحسين، وصاروخ العباس الذي يُعد أقلهم حمولة وأطولهم مدى) وتتميز جميع صواريخ سكود العراقية -ماعدا العباس- بإمكان إطلاقها من منصات متحركة. وتم تطويرها أيضا لكي تستطيع ان تحمل روؤس حربية وكيمياوية أيضا.

## الاستخدام العملي

### الحرب في اليمن 1994 و2015
خلال الحرب الأهلية اليمنية في 1994 أطلقة قوات جمهورية اليمن الديمقراطية صواريخ سكود على صنعاء.
خلال أحداث التدخل العسكري في اليمن والحرب الأهلية في 2015، أطلقت القوات الموالية لعلي عبد الله صالح والحوثيون صاروخ سكود على السعودية في 6 يونيو وقالت السعودية أنها أسقطته بصاروخي باتريوت،  وفي 26 أغسطس صاروخ بالستي من نوع هواسونغ-5 من جبل النهدين بدار الرئاسة وسط صنعاء نحو الأراضي السعودية، وقال الحوثيون أن الصاروخ استهدف محطة كهرباء حامية جيزان السعودية. لكن الجيش السعودي قال إنه اعترضه بصواريخ باتريوت.

## المستخدمين

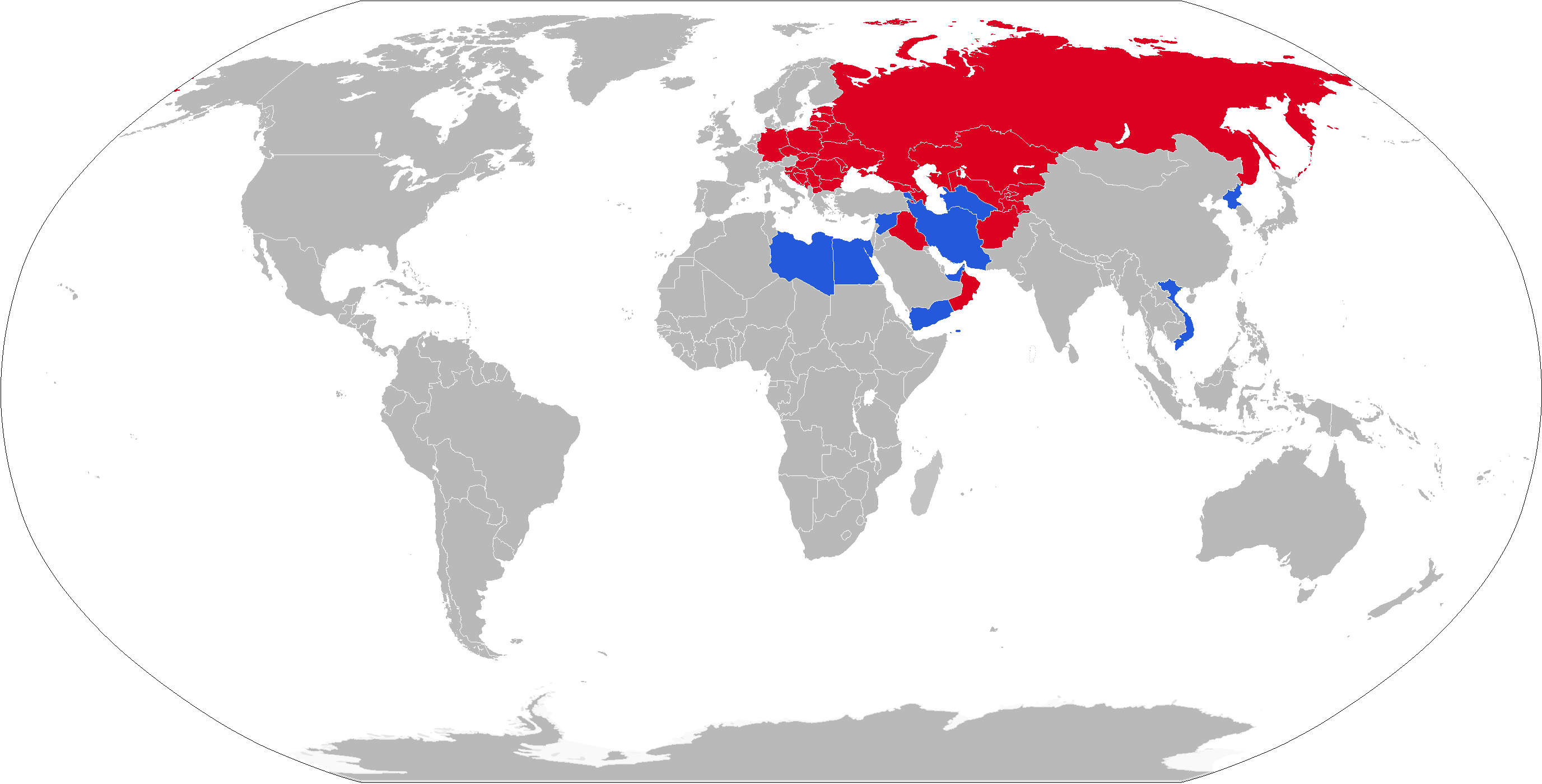
خريطة لمستخدمي سكود بالأزرق، والمشغلين السابقين بالأحمر.

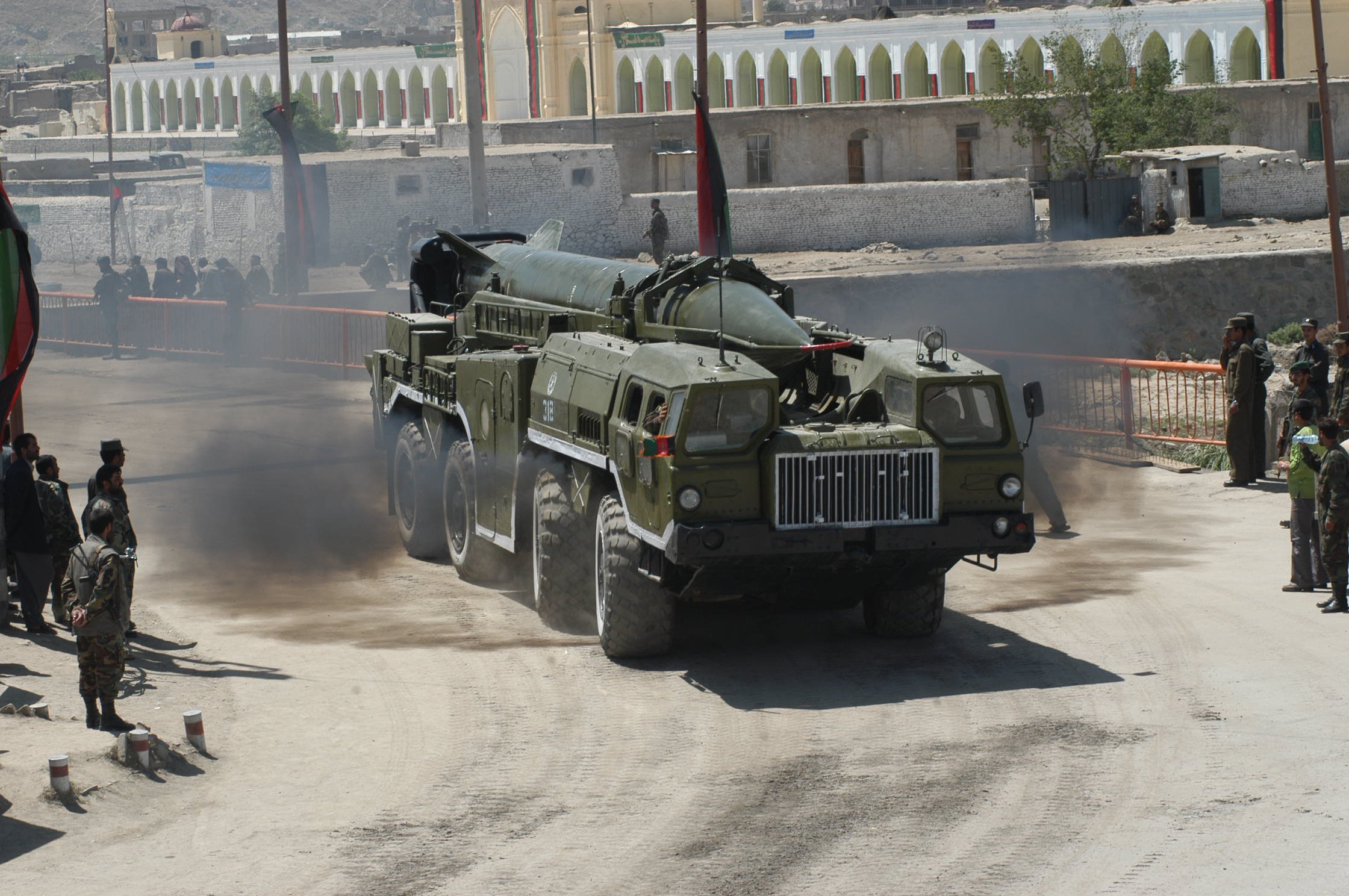
قاذفة سكود من الجيش الوطني الأفغاني.

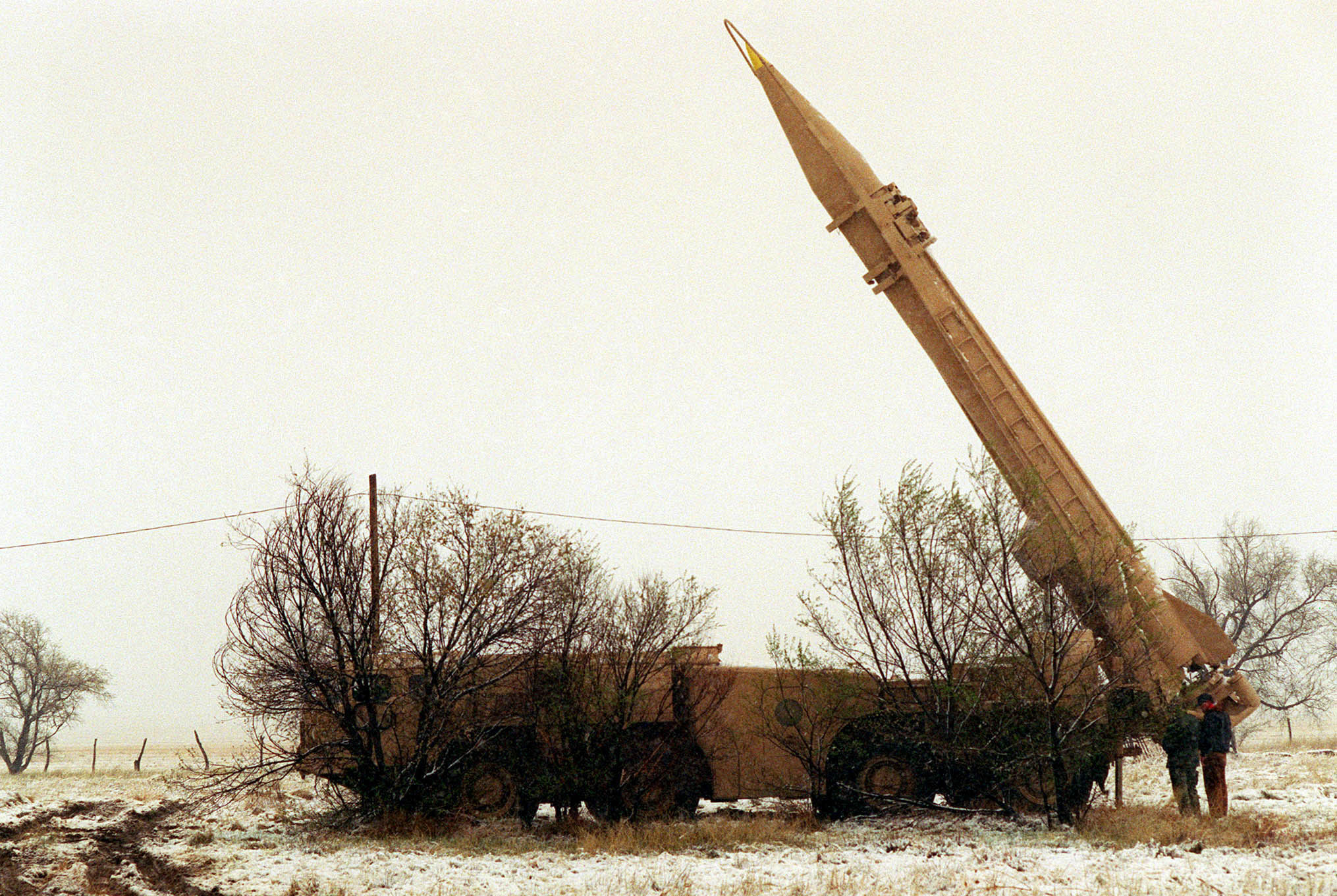
قاذفة سكود في الولايات المتحدة.

المستخدمين الحاليين لصواريخ سكود ومشتقاته:

### حالياً
- الجزائر:(سكود B، سكود D): قالت بعض المصادر أن الجزائر تلقت صاروخ سكود B أو D خلال الفترة من 1985-1990.
- أرمينيا:8 قاذفات، 32 صاروخ سكود B[8]
- جمهورية الكونغو الديمقراطية: (سكود B)[9]
- مصر: (سكود B، برجيكت تي، هواسونغ-6).
- إيران: (سكود B، هواسونغ 5، شهاب 1، شهاب 2، رودونغ-1).
- كازاخستان: (سكود B).
- كوريا الشمالية: (سكود B، سكود C، هواسونغ-5، هواسونغ-6،هواسونغ-7، رودونج-1).
- ليبيا: (سكود B).
- عمان: (سكود B).
- سوريا:(تشرين، جولان 1، جولان2، ميسلون، وهواسونغ -6، وهواسونغ-7).
- الولايات المتحدة: 30 سكود B وأربعة قاذفات عام 1995.
- فيتنام: (سكود B، سكود D، سكود C).
- اليمن: (سكود B).

### في السابق
- أفغانستان: (سكود بي) -حوالي 50 صاروخ و4 قاذفات، حتى 2005.
- أفغانستان جمهورية أفغانستان الديمقراطية: (سكود بي، وسكود سي): أكثر من 43 قاذفة، وأكثر من 2000 صاروخ.
- بيلاروس: 60 قاذفة حتى مايو 2005.
- بلغاريا: 36 قاذفة (سكود بي) دمرت [10]
- تشيكوسلوفاكيا: سكود بي، 30 قاذفة.
- جمهورية التشيك: (سكود بي) - 27 قاذفات، تقاعد
- ألمانيا الشرقية: (سكود أي، سكود بي)- 24 قاذفة بالإضافة إلى الشراك الخداعية،[11] حتى 1990.
- المجر: (سكود بي) - 9 قاذفات، متقاعد، دمرت في 1995.[12]
- العراق:(سكود بي، الحسين، العباس) - 24-36 قاذفات[13] بالإضافة إلى الشراك الخداعية،[11] 819 صاروخ،[13] بالإضافة إلى 11 قاذفة من نوع إم أي زد-7310
- بولندا: (سكود بي) - 30 قاذفات، تقاعد
- رومانيا: (سكود بي) - 18 قاذفات، تقاعد
- روسيا: (سكود سي، سكود دي) حوالي 300 قاذفات المتبقية في تفكك الاتحاد السوفياتي، متقاعد
- اليمن الجنوبي: 6 قاذفات
- الاتحاد السوفيتي: ~660 قاذفة
- سلوفاكيا: (سكود بي)- متقاعد.
- الإمارات العربية المتحدة: 25 هواسونغ-5 تم شراؤها من كوريا الشمالية عام 1989. وكان الجيش الإمارات العربية المتحدة غير راض عن نوعية الصواريخ، وقاموا باحتجازها في التخزين.
- أوكرانيا: 50 قاذفة صواريخ و185 صاروخ، دمرت[14]
- يوغوسلافيا: (سكود بي) - متقاعد.